# 裂瓣鼠尾草
裂瓣鼠尾草（学名：Salvia schizochila）是唇形科鼠尾草属的植物，是中国的特有植物。分布在中国大陆的云南等地，生长于海拔3,800米至4,275米的地区，常生于林内，目前已由人工引种栽培。